# 譚敬南
譚敬南（荷蘭語：Guido Jules Leopold Tielman），荷蘭王國外交官，歷任荷蘭在台辦事處代表、荷蘭駐孟買總領事等職，亦為荷蘭駐重慶總領事館開館後的第一代總領事，其外交生涯專司於歐盟相關主題及促進荷蘭對亞洲諸國的貿易關係。

## 經歷
譚敬南於1991年畢業自萊頓大學，主修漢學，取得碩士學位。同年至1995年間派駐荷蘭在台辦事處前身機構——荷蘭貿易暨投資辦事處擔任行銷人員，並曾於任內的1991年—1992年間獲得獎學金並成為國立台灣大學政治系交換生。1995年—1999年間，轉任荷蘭駐中華人民共和國大使館三等秘書及二等秘書，1999年—2002年返荷擔任荷蘭外交部歐洲整合司政策官，2002年—2006年任荷蘭駐北馬其頓大使館一等秘書、2006年—2010年任荷蘭常駐歐盟代表處一等秘書。2010年—2013年，其再度調回外交部歐洲整合司，擔任管理團隊成員。
2013年，譚敬南於荷蘭駐華大使館擔任商務顧問後，同年參與了中國西南地區首間荷蘭總領事館——駐重慶總領事館的設置，並就任開館的第一代總領事，任職至2016年止。2016年至2020年間，他前往印度擔任荷蘭駐孟買總領事，2020年駐台擔任荷蘭在台辦事處代表。